# Constitution nicaraguayenne de 1987
Constitution de 1979
La Constitution du Nicaragua, promulguée le 1er janvier 1987, est la neuvième constitution de l'histoire du Nicaragua. Elle est réformée en raison d'une négociation des pouvoirs législatif et exécutif en 1995.
Cette réforme de la Constitution sandiniste de 1987 confère pouvoirs et indépendance à l'Assemblée nationale, notamment en permettant à l'Assemblée de passer outre un veto présidentiel par un vote à la majorité simple et en supprimant la capacité du président à empocher un veto sur un projet de loi. Les membres de l'assemblée nationale monocamérale, ainsi que le président, sont élus pour des mandats simultanés de cinq ans.

## Histoire

### Adoption et grands principes
La Constitution du Nicaragua, promulguée le 1er janvier 1987, est la neuvième constitution de l'histoire du Nicaragua. Elle constitue la dernière étape de l'institutionnalisation du régime sandiniste. C'est aussi le cadre dans lequel le gouvernement chamorro prend ses fonctions. Dans le préambule, les aspirations révolutionnaires sont glorifiées et l'armée nicaraguayenne y est nommée armée populaire sandiniste. Pourtant, bien que rédigée et approuvée par une assemblée dominée par les sandinistes, cette constitution n'est pas un document révolutionnaire.
Elle établit un système de gouvernement démocratique avec une économie mixte fondée sur une séparation des pouvoirs qui pourrait garantir les libertés civiles. Cette constitution suscite un certain mécontentement. Ainsi, les premières objections sont que la branche exécutive est trop forte, que les droits de propriété ne sont pas suffisamment protégés et que le texte de la constitution est parfois vague et sujet à diverses interprétations . Ces objections se poursuivent sous le gouvernement Chamorro.

### Révisions constitutionnelles
La Constitution nicaraguayenne fait l'objet de nombreuses révisions successives, la première ayant lieu en 1995. Par la suite, à partir de l'arrivée au pouvoir du sandiniste Daniel Ortega en 2007, elle est révisée au moins une douzaine de fois. Chaque réforme va dans le sens d'une augmentation des pouvoirs du président, ce qui amène les États-Unis, l'Union européenne et des pays d'Amérique latine à considérer le Nicaragua comme une autocratie. Cette orientation autocratique est confirmée par une nouvelle révision constitutionnelle en 2024.

## Dispositions

### Le pouvoir exécutif
La constitution prévoit un pouvoir exécutif fort. En vertu de la constitution, le président a des pouvoirs étendus (à titre d'exemple, ils sont plus étendus que ceux du président des États-Unis). Le président est le commandant en chef de l'armée, a le pouvoir de nommer tous les ministres et vice-ministres de son cabinet et propose un budget national.
L'exécutif partage les pouvoirs législatifs qui lui permettent d'édicter des décrets exécutifs ayant force de loi en matière fiscale et administrative. Il peut aussi promulguer des règlements d'application des lois. Le président assume les pouvoirs législatifs lors des vacances de l'Assemblée nationale. En cas d'urgence nationale, il ou elle dispose de pouvoirs extraordinaires. Par exemple, il lui est possible de suspendre les libertés civiles fondamentales et de préparer et approuver le budget national.
Le mandat présidentiel est fixé à six ans par un décret promulgué en janvier 1984, pendant la période où le pays n'avait pas de constitution, ce qui est réaffirmé par la Constitution de 1987. Les révisions successives à partir de 2007 suppriment la limitation du nombre de mandats présidentiels.
En 2024, une révision constitutionnelle crée les fonctions de « coprésident » et « coprésidente », qui vise à renforcer le pouvoir de Daniel Ortega et Rosario Murillo. Ils s'octroient également le contrôle sur « les organes législatif, judiciaire, électoral », remettant en cause la séparation des pouvoirs.

### Le pouvoir législatif
La constitution de 1987 remplace le Congrès bicaméral, qui existe sous les constitutions précédentes, par une Assemblée nationale monocamérale. La composition de l'Assemblée nationale, établie pour la première fois par le décret de 1984 et confirmée par la constitution de 1987, est de quatre-vingt-dix membres directement élus selon un système de représentation proportionnelle. Les candidats présidentiels ou vice-présidentiels non élus reçoivent également un certain pourcentage des voix. En 1985, l'Assemblée nationale compte quatre-vingt-seize membres et en 1990, quatre-vingt-douze. La durée des mandats des députés est de six ans, et ils ont lieu en même temps que le mandat présidentiel.
Les pouvoirs de l'Assemblée Nationale sont importants. La coopération de celle-ci est nécessaire au fonctionnement du gouvernement. En vertu de la constitution, les représentants à l'Assemblée nationale proposent les lois, qui sont adoptées à la majorité simple des représentants présents si l'Assemblée nationale a le quorum,. L'Assemblée nationale peut passer outre un veto présidentiel par quorum. La constitution confère aussi à l'Assemblée nationale le pouvoir « d'examiner, de discuter et d'approuver » le budget présenté par le président. L'Assemblée nationale choisit les sept membres de la Cour suprême à partir de listes fournies par le président. Elle a le pouvoir d'« interpréter officiellement les lois ». Par cette prérogative, l'Assemblée nationale possède aussi des pouvoirs judiciaires.

### Le pouvoir judiciaire
La constitution de 1987 prévoit que la Cour suprême est une branche indépendante du gouvernement. Ses membres sont nommés pour un mandat de six ans par l'Assemblée nationale à partir de listes soumises par le président. Les juges de la Cour suprême, qui nomment les juges des juridictions inférieures, ne peuvent être révoqués constitutionnellement que « pour des raisons déterminées par la loi ». Le président de la Cour Suprême est choisi parmi eux, par le président.
En 1990, la loi organique des tribunaux approuvée par l'Assemblée nationale est réformée : le gouvernement Chamorro modifie le nombre de juges de la Cour suprême (qui passe de sept à neuf). Il souhaite ainsi briser ce qui est perçu comme une domination sandiniste à la Cour. Ces sept membres sont nommés pour leur mandat de six ans en décembre 1987, et leur mandat devait expirer en 1993.
En 1990, la présidente Chamorro démet de ses fonctions le chef de la Cour nommé par les sandinistes et le remplace par un autre qu'elle choisit. Cet acte s'interprète de différentes manières selon le point de vue politique. Selon des analystes nicaraguayens, la cour de neuf membres décide qu'elle ne prendrait ses décisions qu'à partir du consensus, procédure que certains considèrent comme garantissant l'influence sandiniste sur la cour, d'autres comme neutralisant l'influence sandiniste, et d'autres encore comme paralysant effectivement le fonctionnement de la cour.